# Gin de banheira
Bathtub gin (em tradução livre, "gin de banheira"), é o termo em inglês utilizado nos Estados Unidos para referir-se a qualquer tipo de bebida alcoólica caseira feita em condições amadoras. O termo surgiu pela primeira vez em 1920, durante a Lei Seca, em referência ao álcool de baixa qualidade que estava sendo produzido.
Como o gin era a bebida predominante na década de 1920, muitas variações foram criadas misturando álcool de grãos barato com água e aromatizantes, além de outros agentes, como suco de zimbro e glicerina. Além disso, a mistura de álcool de grãos, água e aromatizantes em recipientes grandes o suficiente para abastecer usuários comerciais precisava ser pequena o suficiente para que a operação não fosse detectada pela polícia. A banheira de metal comum da época teria sido ideal, assim como uma banheira de cerâmica, daí o nome "bathtub gin" (gin de banheira). No entanto, como a destilação envolve fervura e condensação em um aparelho fechado, e não pode ser realizada em um recipiente aberto como uma banheira, as histórias de produtos alcoólicos destilados produzidos em uma banheira aberta provavelmente são falsas.
Muitos coquetéis de gin, como o Bee's Knees, devem sua existência ao bathtub gin, pois também foram criados para mascarar o gosto desagradável do álcool de baixa qualidade.